# Trolley-System
In der Fördertechnik ist ein Trolley-System ein schienengeführtes Transporthilfsmittel (Förderhilfsmittel), mit dessen Hilfe Ware in Gebäuden flurfrei (deckenabgehängt) transportiert werden kann.

## Verwendung
Trolleys werden häufig in der Bekleidungsindustrie eingesetzt, um Ware zu transportieren und sortieren. Hierbei wird die sich auf Kleiderbügeln befindende Ware auf den Trolley gehängt. Je nach Dicke der Ware finden bis zu 50 Kleidungsstücke auf einem Trolley Platz. Der Trolley wiederum befindet sich auf einer Schiene und kann auf dieser bewegt werden.
Neben der Anwendung als Fördertechnik für Bekleidung können Trolleys auch zum Transport anderer Waren konstruiert werden. Die Form ist dann abhängig vom Transportgut. Das Maximalgewicht der Waren beschränkt sich auf insgesamt ca. 100 kg pro Trolley.

## Bestandteile
- Schiene aus Wasserrohr oder individuelle Formen, je nach Hersteller
- Weichen und Kreuzungen
- Trolley
- Eine oder mehrere Rollen in beweglichen Achsen
- Ein zum Bügel gebogenes Rohr oder Stahlgestell zur Aufnahme von Ware
- Haken zum Verbinden einzelner Trolleys
- Barcode oder Transponder zur eindeutigen Identifizierung

## Anwendungen
Trolleys können in manuellen und automatischen Systemen eingesetzt werden. Im manuellen Einsatz können Trolleys geschoben oder gezogen werden. Haben die Trolleys Haken zum Kuppeln, ist man in der Lage, mehrere gleichzeitig zu ziehen. Zur Verteilung/Sortierung von Trolleys in verschiedene Bereiche werden Weichen und Kreuzungen verwendet.
Die Förderung in andere Etagen wird durch Zugketten (ziehen und bremsen) gewährleistet. Im automatischen Einsatz werden Trolleys mit Hilfe verschiedener Antriebsmittel, z. B. Bürstenförderer und Gurten, bewegt und an Entscheidungspunkten mit Hilfe automatischer Weichen geleitet. In Gefällestrecken bewegen sich Trolleys über Schwerkraft.

## Identifizierung
Eine eindeutige Identifikation der Ware erfolgt durch die Verheiratung von Trolley und Ware. Ist der Trolley mit Barcode oder Transpondertechnik (RFiD) ausgestattet, verknüpft die Lagerverwaltungssoftware (LVS) beide Informationen zu einer Einheit. Die Ware hat einen bereits vorbestimmten oder flexiblen Lagerplatz, der im LVS hinterlegt ist. Zu diesem Lagerplatz werden zugewiesene Trolleys entweder von Hand geschoben oder gezogen (manuell) oder gelangen über das automatische System dahin.

## Einsatz
- Produktionsverknüpfung (z. B. Automobilindustrie), Sortierung, Lagerung, Transport

## Ablauf
1. Die Ware wird aus dem LKW auf die Trolleys umgehängt
2. Die befüllten Trolleys werden zur Wareneingangskontrolle gezogen/geschoben
3. Nach erfolgter WE-Kontrolle wird die Ware mit dem Trolley verheiratet
4. Befüllte Trolleys werden mit der Ware an die Zielstellen gefördert- z. B. Pufferspeicher, Lager oder direkt in den Warenausgang.
5. die Ware kann auf dem Trolley bleiben, oder wird in sogenannte Abhängelager eingehängt. (auf großen Kleiderstangen)
6. Bei Abruf der Ware aus dem Lager werden die Trolleys zur Sortierung gefördert. Die Sortierung erfolgt trolleyweise (Batch) oder in Einzelteilen- je nachdem, wie der Empfänger die Ware angefordert hat. Einzelteile werden entweder manuell sortiert, oder es wird eine Sortieranlage eingesetzt. Batches können direkt zum Warenausgang gefördert werden.
7. Am Warenausgang wird die Ware entweder von den Trolleys abgehängt, oder verbleibt auf ihnen, und wird zum Transport in den LKW gehängt